# Jack Asher
Pour les articles homonymes, voir Asher (homonymie).
Jack Asher (né le 29 mars 1916 et mort en avril 1991) est un directeur de la photographie britannique .

## Biographie
Jack Asher est le directeur photo emblématique des productions Hammer Films.

## Filmographie partielle
- 1948 : Le Mystère du camp 27 (Portrait from Life) de Terence Fisher
- 1949 : The Lost People de Bernard Knowles et Muriel Box
- 1950 : Égarements de Terence Fisher et Antony Darnborough
- 1954 : Les bons meurent jeunes de Lewis Gilbert
- 1954 : Fast and Loose de Gordon Parry
- 1957 : Frankenstein s'est échappé de Terence Fisher
- 1958 : La Revanche de Frankenstein de Terence Fisher
- 1958 : Le Chien des Baskerville de Terence Fisher
- 1959 : La Malédiction des pharaons de Terence Fisher
- 1960 : Les Maîtresses de Dracula de Terence Fisher
- 1960 : Les Deux Visages du Docteur Jekyll de Terence Fisher
- 1962 : She'll Have to Go de Robert Asher
- 1964 : Le Secret de l'île sanglante de Quentin Lawrence